# Pachacutec
Pour les articles homonymes, voir Yupanqui et Pachakutiy (homonymie).

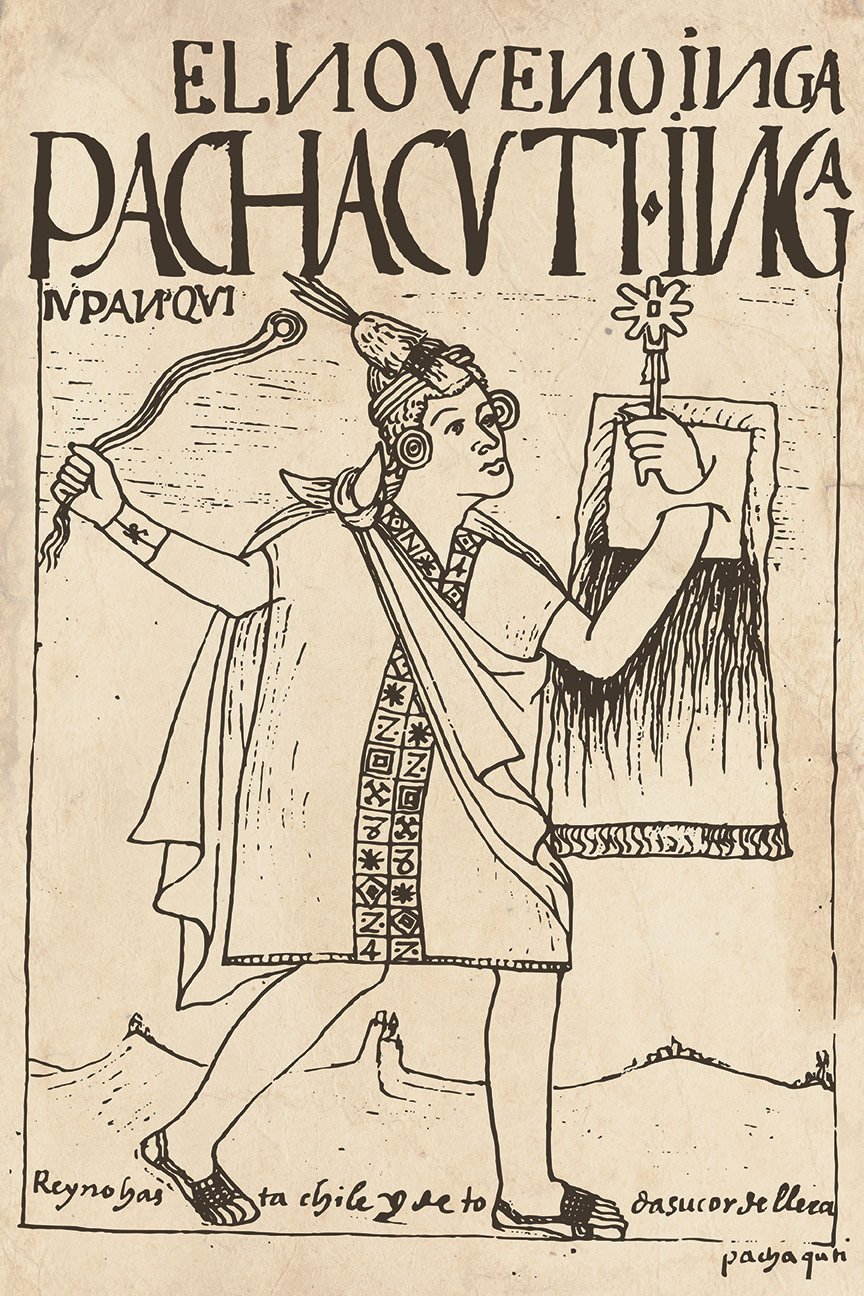
L'Inca Pachacutec maniant la fronde (waraq'a en quechua) sur le manuscrit de Guaman Poma

Pachacútec Inca Yupanqui, également appelé Pachacuti, nommé Cusi Yupanqui de sa naissance à sa prise de pouvoir, né vers 1400 et mort vers 1471, est le fils de Viracocha Inca et de Mama Runtu Qoya. Il est le Sapa Inca IX ainsi que le premier empereur historique de l'Empire inca dans la deuxième moitié du XVe siècle. Selon l’anthropologue et historien John Rowe, son règne dure de 1438 à sa mort en 1471.
Le prince Cusi Yupanqui choisit le concept et mythe cosmogonique du Pachacuti comme nouveau nom de règne lors de son couronnement comme empereur, devenant Pachacútec, le « Réformateur », ou même « Celui qui bouleverse l'ordre du monde » selon l'ethno-historienne et archéologue María Rostworowski, spécialiste du Pérou précolombien qui a écrit un ouvrage de référence sur ce grand Inca.
Sa victoire inespérée sur les Chancas à Yahuar Pampa ouvrait selon lui une nouvelle ère historique ; son règne long, conquérant et prospère l’a amplement prouvé et a fait de cette victoire l’étincelle initiale et la concrétisation de la vocation impériale de l’Etat inca, qu’il a réorganisé administrativement et religieusement, et considérablement étendu avec les Incas suivants : son fils Túpac Yupanqui et son petit-fils Huayna Cápac,,. Au Pérou, il est considéré comme l'un des plus grands monarques de tous les temps.
Doté d'un grand talent militaire, et co-régnant, selon certains historiens et archéologues, avec le souverain Mayta Capac, également conquérant, Pachacutec initia l'expansion fulgurante du grand empire inca. Au nord il conquit le royaume Chimu, au sud il poussa jusqu'à la vallée de Nazca. Ouvrant ainsi une ère de conquête, — amplifiée au cours de son règne même par son fils Tupac Yupanqui, comme lui brillant général et futur Sapa Inca X —, il réunit en un seul État la plupart des royaumes des Andes, désormais administrés par les Incas.
Afin d'imposer son pouvoir sur une mosaïque de plus de 500 tribus, avec des coutumes, des langues et des religions très différentes, il n'hésite pas à réprimer très durement toute tentative de rébellion. Mais il n'est pas qu'un conquérant sanguinaire, il est aussi un remarquable gestionnaire, dotant son immense empire d'une solide et efficace structure administrative. Ainsi il réorganisa toutes les cités conquises sur le modèle inca et donna le pouvoir à une caste de fonctionnaires qui ne rendait des comptes qu'à Cuzco, la capitale de l'empire.
Vers la fin de son règne, peut-être en 1463, Pachacutec confia la pleine direction des opérations militaires à son fils Tupac Yupanqui, tandis qu'il se consacrait à l'érection de certains des monuments les plus emblématiques de l'architecture inca, comme le temple du soleil à Cuzco, la forteresse de Sacsayhuaman et le Machu Picchu, la citadelle surplombant la rivière Urubamba.

## Historicité
L'existence d'une figure philosophique et politique unique à l'origine de l'expansion impériale incaïque est mise en cause par certains ethno-historiens, notamment à cause d'un manque de sources fiables et contemporaines. Dans la conception des événements passés des Incas, l'histoire est utilisée à des fins politiques et personnelles, et détient une dimension symbolique, cosmique et mythique. Les différents panacas (lignages) cuzquéniens rapportent tous leur propre version de l'histoire andine, ce qui crée plusieurs narratifs divergents. Les Incas séparent les choses matérielles, dont l'architecture et l'art, et les choses immatérielles, comme l'histoire de l'empire, gardée par des traditions orales, en liants les deux par des performances rituelles. Les récits des empereurs incas sont réservés à des chants mnémoniques, aucune représentation physique des souverains n'existant, ces récits oraux étant liés à des quipus (cordelettes de nœuds portant des informations simples et stéréotypées, dotées des trois variables de la couleur, l'ordre et le nombre) et à des images pictographiques. Le chroniqueur colonial espagnol Juan de Betanzos, marié à l'ancienne épouse d'Atahualpa, du lignage de Pachacutec, fait de son résumé et narratif des incas une épopée du premier empereur, tandis que les notables incas (Quipucamayoc) interrogés par le conquistador Vaca de Castro et l'écrivain indigène Inca Garcilaso de la Vega, originaires respectivement des lignages du souverain précédent, Viracocha Inca, et du suivant Túpac Yupanqui, réduisent considérablement les exploits du conquérant.
L'histoire incaïque est principalement organisée structurellement en mythes, et reflète souvent la société et l'identité inca. Les récits des règnes de l'époque impériale sont des « mytho-histoires » semi-légendaires. La victoire de Pachacutec sur les Chancas, censée propulser le pouvoir inca à une échelle impériale, est souvent décrite comme mythologique, mais les données archéologiques récentes confirmeraient l'existence d'une entité puissante dans la région. Il est probable que les Chancas sont un ennemi redoutable durant les débuts de l'expansion incaïque, mais l'attaque sur Cuzco étant une épopée créée pour expliquer l'ascension fulgurante de l'État inca, certains historiens et archéologues doutent de son existence en tant qu'événement historique. Cependant la majorité des experts des Andes incaïques reconnaissent l'existence partielle de l'événement. Pour Franck Garcia, docteur en archéologie à l’université de la Sorbonne, la caste dirigeante inca fait de Pachacútec l'archétype de ses principes philosophiques, et « il paraît, dès lors, aventureux d'observer le comportement héroïque d'un souverain comme le facteur prépondérant de l'ascension des Incas ». D'après ce chercheur, le récit du règne de Pachacutec est l'objet d'une réécriture tardive de l'histoire par les historiens incas, lesquels y ajoutent des éléments symboliques pour représenter une rupture sociale, économique et politique.
Sur la question de l’historicité de Pachacútec, il existe deux courants historiques et anthropologiques. Le courant de l'anthropologie structuraliste, représenté notamment par Gary Urton et Reiner Tom Zuidema (es), considère l’histoire inca comme semi-mythique, et relevant de la cosmovision et de l'organisation socio-territoriale andine. À l’inverse le courant historiographique, représenté par John Rowe et Martí Pärssinen, ou Catherine Julien, considère que, à des degrés divers, selon les auteurs, les écrits des chroniqueurs relatent des parts considérables de vérité’.
Historiquement, l'expansion inca étant en processus de construction, Pachacútec est l'héritier d'un long développement, qu'il transporte à une échelle impériale inconnue de ses prédécesseurs,.

## Biographie

### Ascendance
Selon les écrits historiques d’époque coloniale, Pachacútec est originaire d'un lignage nommé Iñaka Panaca (« le lignage de la Mantille », potentiellement une lignée féminine issue de Mama Huako, sœur-épouse du fondateur mythique de Cuzco, Manco Cápac) absent des registres officiels, mais appartenant, selon l'organisation géographique spatio-temporelle du territoire, à la région du nord, le Chinchay Suyu, situé dans le Haut Cuzco, et résidant dans le palais de Cusi Kancha (« enclos heureux »),.
Cependant, à sa prise de pouvoir, il intègre le lignage de Hatun Ayllu, échouant dans sa tentative de fusionner les deux lignées. Les fils de souverains intégrant dès la naissance les lignages de leurs parents, l'historienne péruvienne María Rostworowski doute de l'ascendance impériale de Pachacútec, censé être de la lignée de son prédécesseur, estimant que cette information est ajoutée aux récits par les chroniqueurs coloniaux selon le concept médiéval européen de légitimité. La légitimité dépend plutôt, d'après Catherine Julien, de la concentration du statut capac, le statut associé aux descendants directs de Manco Capac et de sa sœur-épouse, qui seraient liés au soleil, l'origine (la lignée) de la mère jouant un rôle plus important que celle du père; ou, selon Rostworowski, des capacités militaires du futur souverain, élu par les chefs incas, et de la lignée sa mère.

### Jeunesse
Pachacutec naquit dans le palais de Cusicancha, à Cuzco, sous le nom de Cusi Yupanqui, Inca Yupanqui, ou Ripac. Il est le fils du souverain Viracocha Inca et de sa femme principale, ou Qoya, Mama Runtu. Malgré les capacités militaires et administratives du jeune Cusi Yupanqui, Viracocha Inca nomme un autre de ses fils, Inca Urco, successeur et co-souverain. Cependant ce dernier préfère les vices et les plaisirs au gouvernement. Face à l'inaptitude d'Urco, les généraux Apu Mayta et Wiqakiraw fomentent un complot pour instaurer Yupanqui.
Après avoir accompli la cérémonie du warachikuy, qui marque l'entrée à l'âge adulte et l'appartenance à la caste dirigeante inca, celle des oreillards, nommés ainsi pour leurs larges pendentifs d'oreilles, Cusi Yupanqui rejoint l'armée sous le commandement des généraux de son père.

#### Conflit contre les Chancas
Le règne de l'Inca Viracocha voit un changement radical dans la stratégie militaire offensive de la confédération cuzquénienne, laquelle passe de simples raids à des annexions territoriales. Aux environs de 1440, la puissante chefferie Chanca, à l'ouest de Cuzco, elle aussi conquérante, décide d'envahir l'État inca en pleine expansion : soit le choc inévitable de deux impérialismes, en quelque sorte...[style à revoir] Il existe plusieurs narratifs divergents concernant l'attaque des Chancas, dont le plus accepté et détaillé est celui de Juan de Betanzos, fondé sur la tradition orale du lignage de Pachacutec, et reprit par les chroniqueurs coloniaux considérés fiables,,.
L'historicité de l'événement est cependant contestée, et les interprétations des historiens divergent, certains, à l'image de Pierre Duviols, considérant que le conflit est mythique’,, d'autres estimant qu'il s'agit d'un événement historique survenu en 1438, et un troisième groupe pensant que des données factuelles, notamment l'occupation des vestiges de l'ancienne civilisation huari, sont enveloppées dans la légende. Les recherches archéologiques confirment ou contredisent les récits traditionnels; la confédération chanka est peut-être une alliance défensive de petites chefferies, ou un peuple puissant égal aux incas.

#### Récit traditionnel
Face à la supériorité numérique de son ennemi, Viracocha Inca décide de fuir la capitale avec son prince héritier Urco, accompagnés de la cour,. Ils se retirent dans une forteresse sise au-dessus du village de Calca. Cependant Cusi Yupanqui, aidé par une poignée de nobles, dont son frère Inka Roca, et secondé des généraux Apu Mayta et Wiqakiraw, entreprend la défense de sa ville natale. Les Incas s'allient aux Canas, tandis que les Ayarmacas, anciens rivaux de incas, décident de s'allier aux Chancas. Les autres nations de la région attendent le résultat du conflit.
Les Chancas attaquent alors Cuzco, mais sont, contre toute attente, repoussés par l'armée inca dirigée par Inca Yupanqui. Les Incas dirent ensuite que lors de cette bataille, les pierres (vénérés sous le nom de pururaucas) de la plaine se sont changées en guerriers pour leur venir en aide. Cette victoire confère un prestige sans précédent au trône Inca et en particulier au prince Cusi Yupanqui. Voulant anéantir définitivement les anciens ennemis de Cuzco, Cusi Yupanqui lève une nouvelle armée et entre dans le territoire Chancas. La bataille décisive a lieu à Yahuar Pampa (llawar pampa signifie « plaine de sang » en quechua). Suivant la guerre plusieurs peuples, dont les Chancas, s'unissent à Cusi Yupanqui, formant des alliances à base de marriage, entre autres. Après avoir vaincu son frère Urco, qui lui déclare la guerre et meurt dans une bataille aux environs de la vallée de Yucay, le jeune prince reçoit le soutien du souverain inca, Vircocha, qui abdique en sa faveur. Lors de la cérémonie de couronnement, Cusi Yupanqui change son nom en Pachacutec (pacha kutiy en quechua, littéralement « celui qui retourne tout », c'est-à-dire « le réformateur », et même littéralement « le révolutionnaire », au sens étymologique du mot révolution) afin de symboliser une régénération de l'histoire, voire l’avènement d'une nouvelle étape spatio-temporelle, ou pacha, dans le développement cyclique et progressif du cosmos vers de la différentiation et de la discontinuité des formes, dans le cadre du concept de dualité équilibrée entre deux opposés complémentaires (yanantin), facteurs donc de complémentarité des paires plutôt que de rivalité, de paix, de productivité, et par extension de progrès et d'ordre[réf. nécessaire]. En prenant le titre de « Pachacutec », porté peut-être par les anciens souverains de huari, Pachacutec veut, selon María Rostworowski, établir une continue entre l'état huari et les incas. Conformément à la coutume, le jeune souverain choisit comme sa femme principale Mama Anarwaki, des lignages Choqo-Kachona.

#### Interprétations
Le consensus universitaire est, depuis le début des années 1980, qu'il s'agit d'un événement de nature mythique, lié à des récits cycliques. Selon Luis Millones, María Rostworowski, Brian Bauer et et González Carré les chankas habitent les vestiges de l'ancienne civilisation huari, et la conflit contre les chankas ferait partie de l'ancien registre huari de « sagas légendaires »,’. D'après l'anthropologue néerlandais Reiner Tom Zuidema et Clementina Battcock, la guerre représente un conflit interne entre l'élite sacerdotale et la classe des chefs de guerre (sinchis),. Clementina Battcock estime que, face à l'invasion chanka, ces derniers prennent l'avantage , et le chef de guerre Yupanqui, le futur Pachacutec, aurait alors dirigé une campagne contre les chankas et se serait emparé du pouvoir. Franck Meddens et Cirilo Vivanco Pomacanchari estiment que le récit de la guerre inca-chanca sert de justification aux incas pour les conquêtes au nord-ouest de Cuzco, ou serait une réponse chanka aux agressions préalables des incas.

### Neuvième inca
Selon l'anthropologue américain John Howland Rowe, lequel reprend les dates du chroniqueur colonial espagnol Miguel Cabello de Balboa, le règne de Pachacútec couvre une grande partie du XVe siècle, de 1438 à 1471. Cependant les données archéologiques de la région de Cuzco indiquent une date plus ancienne, dans le premier quart du XVe siècle. L'historien péruvien José Antonio del Busto Duthurburu (es) estime que son règne dure de 1425 à 1471, tandis que l'historien bolivien Mariano Babtista Gumucio indique que Pachacutec meurt en 1478, et que son fils Amaru Yupanqui lui succède avant d'être rapidement renversé. Pour l'historien Philip Ainsworth Means (en) il gouverne l'empire de 1400 à 1448.
Selon le modèle diarchique de l'histoire impériale, Pachacutec, de Hanan Cuzco, exerce son pouvoir avec Mayta Capac, dirigeant de Hurin (bas) Cuzco, décrit comme un grand chef de guerre et administrateur.

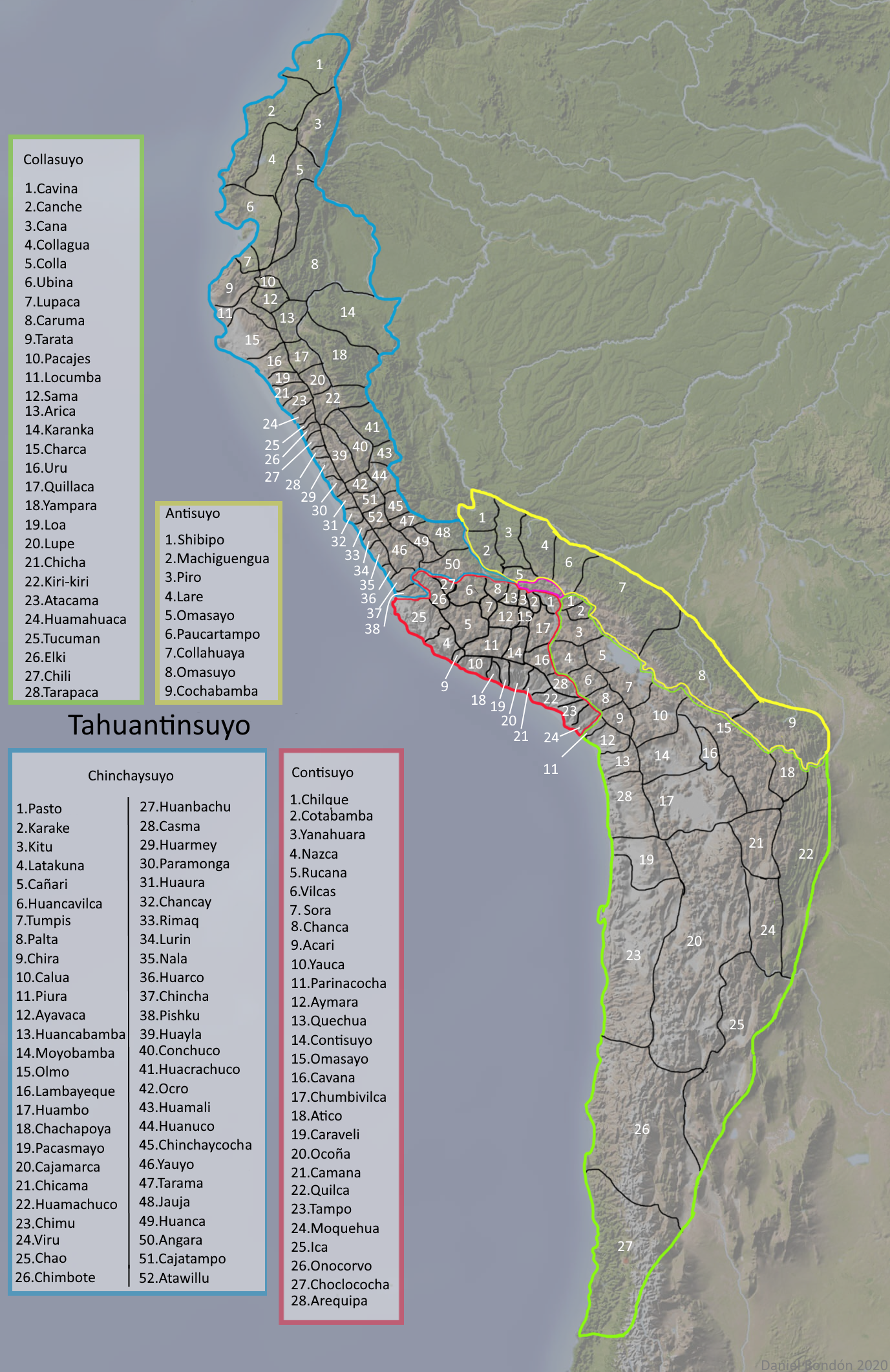
Chefferies et macro-ethnies andines selon les archéologues et anthropologues Julio Tello et John Howland Rowe.

#### Débuts de l'expansion impériale
Après chaque succession, les empereurs cuzquéniens doivent faire face à plusieurs révoltes dans les environs de la capitale. Cependant l'authenticité des conquêtes attribuées à Pachacútec autour de Cuzco est incertaine, certains traits indiquant que ses premières victoires sont symboliques, et revêtent de la fiction. Afin de légitimer son action, Pachakuti ordonne une réécriture de l'histoire et une réorganisation du narratif dynastique, excluant son frère Urco de la liste officielle des souverains (la Capac Cuna).
Pour pouvoir étendre leur domaine, les Incas ont besoin d'une infrastructure efficace autour des chemins andins. Suivant sa victoire sur les Chancas, Pachacutec utilise le butin de guerre à son profit pour multiplier ses liens de réciprocité institutionnalisés. En absence de monnaie, les Andes précolombiennes ont un système socioéconomique basé sur une réciprocité institutionnalisée. L'Inca suprême fait régulièrement état de libéralités, souvent en forme de festivités, en échange desquelles les kuraka, ou seigneurs, lui offrent leur main-d'œuvre, voir consentent à « d'importantes limitations de souveraineté », avec laquelle l'Inca ordonne la construction de travaux publics, ou la création d’une armée. Ainsi Pachacutec fait construire des auberges (Tampu), des entrepôts (Qollqa) et des terrasses. Ces édifices, et la domination inca du système socio-économique local engendrée par l'émergence de l'échelle supplémentaire du système redistributif, sont nécessaires pour le début de l'expansion impériale, et donnent à l'empereur la possibilité de « jouer l'arbitre » des conflits régionaux,,. Il entreprend également de reconstruire et de réorganiser Cuzco, une « petite bourgade » transformée en « vaste cité cosmopolite », effaçant les traces de la ville pré-impériale. Cependant les causes de l'expansion sont divers, et peuvent inclure des facteurs économiques, politiques, et idéologiques.
Après cela, Pachacutec lève une armée et dirige une campagne contre les anciens alliés des Chancas, en nommant son frère Lloque Yupanqui gouverneur de Cuzco durant son absence. L'armée soumet les chefferies Soras et Rucanas, et l'empereur établit son quartier général dans le territoire Soras. De là il envoie deux armées, l'une commandée par Apu Mayta contre les forces Vilcas et Soras, qui se sont retranchés sur un rocher, et l'autre commandée par Capac Yupanqui, le frère du Sapa Inca, contre la chefferie Chincha sur la côte centrale péruvienne. Lors de cette campagne, au cours de laquelle l'Inca suprême établit Vilcashuaman comme centre administratif important de la région, naquit à Pomacocha le prince Amaru Tupac Inca.
Sur son chemin de retour, l'empereur doit affronter une révolte du peuple Acos. Il vainc les insurgés et disperse la population.

#### Réforme religieuse
Un changement religieux intervient alors à Cuzco. Pachacutec remplace le culte du dieu Viracocha, dont les prêtres sont restés loyaux envers le souverain Viracocha Inca, défenseur de ce culte, par le culte solaire d'Inti,,. Le temple de Coricancha (quri kancha en quechua, littéralement « enclos d'or ») est reconstruit, et la principale idole solaire est confectionnée sous son règne. Cependant la tradition rapportée par le navigateur espagnol Pedro Sarmiento de Gamboa attribue l'adoption du culte solaire à l'Inca Viracocha, et une version du récit en contradiction avec celle de la « solarisation » religieuse attribue à Pachacutec l'institution du culte de Viracocha, qui aurait été précédée d'un culte solaire. La question de la relation entre le souverain Viracocha Inca et la divinité homonyme n'est pas résolue.
La reconstruction du Coricancha se fait en l'honneur de Viracocha, « illogisme » justifié par des raisonnements théologiques et politiques représentant la divinité et l'ancien souverain Viracocha comme « Soleil-Seigneur, l'adulte mûr, qui vieillit et décline », tandis que la divinité protectrice de Pachacutec est le « Soleil-Fils », signe d'espérance, de croissance et d'avenir.

#### Machu Picchu
Selon des documents découverts dans les archives de Cuzco par l'historien John Rowe, Pachacutec conquiert la vallée de Picchu, où il fonde le célèbre Machu Picchu. Suivant sa conquête de la région, il continue sa marche jusqu'à la vallée de la Convención, où il érige un palais à Guamanmarca, lieu favorable à la culture du maïs.
D'après les archives et les chroniques coloniales, Machu Picchu est une retraite royale, et un symbole de dominance dans la région. La place devient une résidence pour le lignage de Pachacutec, Iñaka Panaka.

#### Expansion dans l'altiplano
Les peuples autour du lac Titicaca sont les premières cibles de l'expansion incaïque. Les incas y établissent déjà une présence sous le règne précédent, grâce à une alliance avec le seigneur de Lupaka contre le puissant peuple Kolla,,.
Selon une tradition, Pachacutec dirige personnellement ses forces pour conquérir la chefferie Kolla et son souverain, Chuchi Capac. En revanche une autre version, soutenue par le chroniqueur colonial Pedro Cieza de León, indique que le Sapa Inca envoie une armée Chanca soumettre les territoires Kolla, avant de rappeler ses forces, de peur qu'il ne suivent l'image d'un autre contingent Chanca ayant fui le pouvoir inca durant une campagne dans le nord. Dans le premier cas, cette campagne est la dernière grande entreprise militaire personnellement dirigée par Pahcacutec, lors de laquelle il visite l'ancienne cité impériale de Tiwanaku. Le pouvoir inca soumet les nations environnantes des Paucarcollas, Pacasas, Azangaros, qui se rendent pacifiquement, ainsi que les Julis. Les forces incas soumettent également les côtes du Kunti Suyu’. Grâce à ces conquêtes lointaines, les incas passent d'une entité régionale à une puissance impériale.
Cependant Pachacutec, en retraite dans le village des Cuyos, subit un attentat orchestré par deux chefs de guerre de la région. En conséquence, le village de Cuyos subit de lourdes représailles. C'est à cette époque que naquit son fils Tupac Yupanqui.

#### Expédition de Capac Yupanqui
L'Inca suprême envoie son frère Capac Yupanqui, ensemble avec les capitaines Huayna Yupanqui et Apu Yamqui Yupanqui, soumettre les peuples au nord de Cuzco. Les armées incas suivent la route d'Andahuaylas, en passant par Huamanga et Vilcashuaman. Au nord de Huamanga, ils assiègent la forteresse d'Urcocollac. Après deux assauts malheureux des cuzquéniens, un troisième assaut des forces Chancas, dirigées par le sinchi (chef de guerre) Anco Huallu, parvient à s'emparer de la place, rompant indirectement l'alliance chanca-inca.
Puis l'armée inca traverse le territoire Anqara, et, en passant par le chemin de Jauja, soumet la chefferie Huanca, dans la vallée du Mantaro,. Initialement, Cápac Yupanqui propose la paix aux Huancas en échange de leur soumission, mais les Huancas refusent et se confédèrent contre l'envahisseur. Ils sont vaincus, malgré une résistance tenace. Le général inca envoie ensuite un détachement de l'armée soumettre les peuples Yauyos, Huarochirí et Atavillos, avant de continuer sa marche dans le nord en soumettant les environs du lac Junín et la vallée de Tarma. À Tarma, des ordres de Pachacutec de tuer le contingent Chanca parviennent à l'armée. Le chef Chanca, Anco Huallu, prend connaissance des ordres de l'empereur, et organise la fuite du contingent Chanca de l'armée. L'armée impériale poursuit les insurgés, dépassant les frontières assignées par Pachacutec pour l'expedition.
À Huaylas, les peuples confédérés de Huaylas, Piscopampas, Huaris et Conchucos résistent face à l'avancée inca. Les incas établissent une réserve militaire à Maraycalle. Après avoir vaincu une faction du sud-est, Capac Yupanui s'avance vers le nord en direction du fleuve Yanamayo, où il est attaqué et contraint de se retirer sur un lieu élevé. Il choisit les hauteurs de Yauya pour son emplacement stratégique, où il fait construire un entrepôt militaire. De là, il dirige les sièges de toutes les agglomérations de la région. Après plusieurs mois, les incas réussissent à vaincre les rebelles.
Le général conquis la seigneurie de Guzmango, à Cajamarca, alliée à l'Empire Chimú. Capac Yupanqui vainc les forces de Chimú et Cajamarca, et établit une garnison inca dans la ville. Cependant cette guerre met le pouvoir inca dans une situation géopolitiquement délicate.
Lors de sa campagne, Capac Yupanqui transgresse plusieurs consignes de Pachacutec. De plus, son entrée en conflit avec les Chimús et la fuite du contingent Chanca, ainsi que la possibilité d'un coup d'État, provoquent la colère et l'inquiétude de l'empereur. À Limatambo, près de Cuzco, les généraux de l'expédition victorieuse sont exécutés. Les raisons exactes de l'exécution sont incertaines,,.

#### Gestion et réformes
Des réformes organisationnelles importantes sont attribuées à l'empereur, certains historiens estimant que son rôle dans la création de l'organisation administratif est généralement exagéré. L'organisation impériale est fondée sur les structures pyramidales et segmentaires des chefferies régionales gouvernées par les kurakas,.
Le système redistributif de la chefferie andine est appliqué à une échelle impériale, en respectant les hiérarchies régionales. L'empereur, lié par des liens personnels avec les chefs locaux, et l'apparat d'État profitent du service des sujets, d'une souveraineté limitée des chefferies régionales et de la « paix inca », les récompensant en redistribuant le surplus accumulé,’,. Une politique impériale de migrations forcées est introduite, dans le cadre de « l'action transformatrice » des incas, d'abord dans le bassin du Cuzco, puis « méthodiquement […] à l'échelle de l'empire ». La politique de migrations forcées est appliquée dans des régions tumultueuses, transplantant en partie les peuples manifestant des « velléités d'indépendance » dans des régions intégrées aux structures incas, tandis que des peuples incaïsés sont déplacés à des endroits stratégiques pour assurer « la sécurité et la défense en cas de révolte ».
Son règne voit une éruption volcanique à Chimba, dans la localité de Yara Pampa. L'impératrice Mama Anarwaki, régnant sur Cuzco en l'absence de l’empereur, s'occupe de l'approvisionnement des régions touchées, tandis que le souverain, informé, se déplace, en passant par la capitale, vers le lieu de la catastrophe, et fonde à cette occasion la ville d'Arequipa. Cependant, le récit de la fondation d'Arequipa, relaté par le missionnaire Martin de Murúa, est possiblement influencé, voir copié, du récit de la ville de Cumana durant la conquête de l'Empire aztèque. Lors des inspections des régions soumises, Pachacutec adopte les costumes traditionnels des peuples visités.

#### Succession

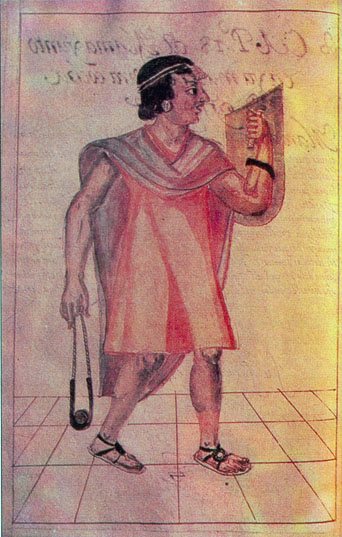
Représentation de Pachacuti dans le manuscrit du chroniqueur colonial Martin de Murúa, assisté dans ses recherches par le chroniqueur autochtone Felipe Guamán Poma de Ayala.

Pachacutec nomme son fils préféré Amaru Tupac Inca co-souverain et successeur,. Mais à ce dernier manquent les capacités militaires pour régner.
Durant le co-règne d'Amaru Tupac, une révolte éclate aux abords du lac Titicaca. Initialement Pachacutec dirige en personne la campagne, mais à son retour dans le Cuzco, la révolte reprend. L'empereur envoie alors le co-régent Amaru, ensemble avec deux autres de ses fils. Les décisions du jeune prince sont toutes désastreuses pour l'armée, et c'est grâce à l'aide de ses frères que les incas arrivent à vaincre les insurgés. Occupé par la restructuration de Cuzco, Pachacútec dirige, selon Pedro Cieza de León, l'une de ses dernières expéditions militaires avec le co-souverain et chef de guerre, constatant son manque de capacités, contre les Chumbivilcas et Yanahuaras. Face à l'incapacité militaire de son fils, Pachacutec fait élire un autre de ses fils, Tupac Yupanqui, prince héritier et co-régent,,’.

#### Expéditions sous le commandement de Tupac Yupanqui
Maintenant que Pachacútec peut s'occuper de la situation politique dans le nord, il envoie son nouveau successeur à Cajamarca, accompagné des généraux Túpac Capac, Auqui Yupanqui et Tilca Yupanqui, afin de mettre à l'épreuve ses capacités. De Cajamarca, Tupac Yupanqui envoie plusieurs expéditions dans les régions environnantes. Il dirige personnellement une campagne contre l'Empire Chimú. En coupant l'irrigation de la capitale, Chanchan, il contraint l'empereur Chimú, Minchansaman, à capituler. À la place de Minchansaman Tupac Yupanqui installe Chumun Caur, son fils, sur le trône Chimú. Il ramène les artisans réputés et les rites de Chanchan à Cuzco, engendrant une renaissance socio-culturelle. Dans ses campagnes au nord de l'Empire il soumet également les Chachapoyas, dans la forêt amazonienne, les peuples de l'actuel Équateur et ceux du golfe de Guayaquil. Durant cette campagne, Tupac Yupanqui s'est lancé dans une expédition maritime dans l'océan pacifique.
Selon certaines sources coloniales, Tupac Yupanqui soumet également la côte centrale et méridionale du Pérou. Sur son chemin de retour, il visite la ville sacrée d'Ychsma, qu'il renomme en Pachacamac. L'historien français Henri Favre, expert des sociétés latino-américaines, rejetant l'idée d'un « co-gouvernement », estime que Tupac Yupanqui, avec le soutien de l'armée, contraint son père d'abdiquer et de le nommer héritier à la place d'Amaru Inca. Robert Barker, en se fondant sur des documents ethno-historiques et archéologiques, indique que plusieurs empereurs ont gouverner le territoire entre les règnes de Pachacútec et de Tupac Yupanqui, mais ont été effacés postérieurement des registres officiels.

#### Mort et postérité
Après un règne d'une longévité inhabituelle, Pachacutec meurt à un âge avancé, à Cuzco. Vers la fin de son règne, le général Yamqui Yupanqui, une figure évoquée comme influente auprès de l’empereur, se charge peut-être, en sa qualité de double (« yananti »), position également appelée huauque (frère), ou co-gouvernant, des affaires administratives impériales. Son fils Tupac Yupanqui, chef militaire de l'empire, lui succède à la tête de l'Etat,. Grand bâtisseur, le souverain inca ordonne la construction de plusieurs édifices, dont les places de Písac et Ollantaytambo,. Sa momie, appelée malki, est amenée à Patallacta, gardée par son lignage royal, Hatun Ayllu.
Officiellement, les momies incas détiennent leurs anciens domaines, de facto contrôlés par les lignages royaux. Certains historiens estiment que les conquêtes exhaustives des premiers empereurs inca, Pachacutec et Tupac Yupanqui, épuisent les terres disponibles dans la région de Cuzco — désormais les propriétés de leurs lignages — ce qui serait à l'origine des conquêtes tardives et de forts clivages entre les lignages. La momie de Pachacutec, déplacée de Patallacta à Tococache, est trouvée par le conquistador Polo de Ondegardo, lequel écrit :
« Quand je découvris le corps de Pachacuti Inga Yupanguy Inga [...] il était embaumé et momifié, comme tous le monde a pu le constater ; je trouvai à ses cotés l'idole de la province d'Andahuaylas, car il avait été le conquérant de cette dernière province, rattachée au domaine des Incas depuis qu'il avai vaincu et tué le seigneur Barcuvilca »
Le malki de Pachacútec est détruit lors d’un incendie à Lima. Son lignage impérial exerce encore une grande influence au Cuzco à l’époque coloniale. Son lignage de naissance est Iñaka Panaca, effacé de son vivant des registres officiels[réf. nécessaire].

## Épouses et descendance
- Anawarki Qoya, des Choqo-Kachona dont :
  - Prince Amaru Tupaq, d'abord chef de guerre, puis pontife des Tarpuntay (prêtres qui veillaient sur la fécondité de la terre)
  - Prince Wayna Yamqi Yupanqui, chef de guerre, associé au pouvoir ; marié à l'aînée de ses sœurs, père de :
    - Yamqi Yupanqui ° (1462), marié à Tocto Occlo, fille de Llapcho, petit-fils de Pachacutec Inca ; dont :
      - Cusi Yupanqui ° 1506, chef de guerre d'Atahualpa
      - Cusirimay Ocllo Qoya née en 1510 ; mariée en 1528 à Atahualpa Inca ; baptisée Angelina Anas Yupanqui ; maitresse de Francisco Pizarro en 1538 ; mariée en 1542 à Juan de Betanzos (1510 - 1576)

  - Tupac Yupanqui
  - Une fille aînée, mariée à son frère Wayna Yamqe
  - Mama Ocllo Qoya, mariée en 1459/1460 à son frère Tupaq Yupanqui
  - Cusi Qoyllur (selon une légende mariée au général Ollantay)
- De concubines :
  - Ape Paucar Usno mort au combat
  - Hilakita mort en 1527
  - Tupaq Ayar Manco
  - Anki Yupanki
  - Tilka Yupanki
  - Tupaq Qhapaq
  - Apu Yupanqui

## Territoires contrôlés
|  |  |  |

## Postérité

### Personnalité
Les représentations de la personnalité de la figure mytho-historique de Pachacutec sont contrastées. L'Inca Garcilaso de la Vega écrit que l'empereur est vénéré comme un « second Jupiter » et qu'il « vivait dans la paix et la tranquillité, aussi bien obéi qu'il était sincèrement aimé, et aussi bien servi que sa bonté le méritait ». En revanche, l'écrivain autochtone Guamán Poma le décrit comme colérique, buvant et mangeant à excès, au point d'effrayer la Qoya Mama Anarwaki. La pièce de théâtre Ollantay, rédigée selon certains auteurs à la fin du XVe siècle, décrit le souverain âgé comme « fervent défenseur de coutume, loi et ordre ».

### Image inca de Pachacútec
À l'époque pré-hispanique, Pachacútec trouve une place importante au sein de la cosmovision andine, étant l'initiateur de l'ordre et de la quête civilisatrice de l'État inca, et le créateur de son modèle sociétal, aux côtés de la divinité créatrice Viracocha et du premier inca mythique Manco Capac.
Le terme Pachakutiy désigne, dans la langue Quechua, un bouleversement et un reversement de l'ordre mondial, précédent le passage d'une âge-époque, ou Pacha, ancienne, renversée, vers un nouvel âge, représentant de l'ordre. Pachacútec réalise ainsi le modèle du souverain parfait représenté par Manco Capac, et devient l'archétype des principes philosophiques incas et du parfait gouvernement.
Des vers « empreints d'une résignation stoïque » sont attribués à Pachacútec, sentant sa mort prochaine:
Je suis né telle la fleur dans un jardin.

C’est ainsi que j’ai grandi.

Puis l’âge vint et j’ai vieilli,

Et quand je dus mourir, je me suis flétri

Et je mourus.
L'origine du nom d'Arequipa est attribuée par certains linguistes à Pachacutec, présent lors d'une éruption volcanique. Le souverain inca étant situé à l'intersection des forces cosmiques opposées, et en maintenant l'équilibre, l'empereur aurait apaisé le volcan, en lançant dans le cratère, à l'aide de sa fronde, des boules d'argiles trempées dans le sang de camélidés sacrifiés. À l'arrivée du souverain, un des sorciers chargés des sacrifices, inefficaces, lui aurait déclaré « seigneur, je resterai ici », à quoi il aurait répondu « Ari Quipay » (« oui, restons ici »).

### Représentation coloniale
Dans les premières années de la colonisation, les lignages (panacas) incas essaient d'imposer leurs versions de l'histoire incas, dirigeant des opérations dans le but d'influencer les écrivains espagnols. Le lignage Hatun Ayllu de Pachacútec a sut imposer sa version de l'histoire auprès des chroniqueurs considérés comme fiables.
La représentation coloniale de l'empereur est marquée par la stratégie politique du vice-roi du Pérou Francisco de Toledo. Inspiré par les œuvres de Juan de Matienzo, le vice-roi utilise des faits historiques pour justifier l’action coloniale dans les anciens territoires du domaine inca. Pachacútec est montré comme un conquérant tyrannique, colonisant les peuples des Andes centrales, méridionales et septentrionales. Cette représentation débute avec la publication de la chronique officielle du navigateur Pedro Sarmiento de Gamboa, laquelle donne une grande importance au règne de Pachacútec, afin de prouver que l'État andin est récent, mal implanté, et illégitime dans l'espace andin.
L'image espagnole de Pachacutec et des incas est contredite au XVIIe siècle par une génération d'auteurs autochtones et métis. Cependant les écrits des historiens incas de l’époque vice-royale réduisent les exploits de Pachacutec, et placent l'expansion de l'État avant sa prise de pouvoir. Inca Garcilaso de la Vega, du lignage du fils de Pachacútec, glorifiant le passé incaïque, attribue le début de l’époque impériale à Viracocha Inca, tandis que Guamán Poma de Ayala, un chroniqueur Huamanga, ne donne pas une grande importance à l’attaque de Cuzco par les peuples des environs’.

### Les historiens modernes
Philip Ainsworth Means rejette, dans sa chronologie impériale, les chroniqueurs de l'époque tolédane, et propose une expansion précoce de l'État inca. En revanche, en 1944, l'historien américain John Howland Rowe, analysant et comparant les différents récits coloniaux de l'histoire inca, arrive à la conclusion que l'assaut sur Cuzco par les peuplades Chancas est un événement clé dans l'histoire de l'Empire, initiant l'expansion incaïque. En 1953, l'ethno-historienne María Rostworowski publie une biographie de l'empereur inca, établissant son règne comme le début de l'ère impériale, et proposant un déroulement accepté de son règne. L'anthropologue structuraliste Reiner Tom Zuidema critique les méthodes de Rowe et Rostworowski, lesquels estiment que les récits des chroniqueurs sont des faits historiques, et ne prennent pas en compte, selon Zuidema, des structures organisationnelles sous-jacentes.
Le consensus académique considère la figure de Pachacútec comme fondamentale dans la propagation de l'empire, et de la même importance que Napoléon Bonaparte, Hannibal Barca, et Alexandre le Grand en Europe. Au Pérou, il devient un héros national, présent dans les programmes scolaires. Pour l'historien, géographe et fonctionnaire britannique Clements Markham le neuvième empereur de Cuzco est « le plus grand homme que la race aborigène d'Amérique ait jamais produit ».
À partir de la fin du XXe siècle, un courant historiographique grandissant, dont fait partie l'archéologue français Pierre Duviols, considère la figure de Pachacútec comme mythique et symbolique, dont l'existence historique est incertaine.

### Jeu vidéo
- Pachacutec est le dirigeant des Incas dans Civilization V ainsi que dans Civilization VI: Gathering Storm.
- La campagne inca du jeu Age of Empires II: DE met en scène la vie de Pachacutec.